# Stoke-by-Clare
Stoke-by-Clare är en by och en civil parish i distriktet West Suffolk i Suffolk i England. Orten har 460 invånare (2001). Den har en kyrka.